# Fusiterga lativentris
Fusiterga lativentris är en stekelart som beskrevs av Boucek 1988. Fusiterga lativentris ingår i släktet Fusiterga och familjen puppglanssteklar. Inga underarter finns listade i Catalogue of Life.